# Намбсайм
Намбса́йм (фр. Nambsheim) — коммуна на северо-востоке Франции в регионе Гранд-Эст (бывший Эльзас — Шампань — Арденны — Лотарингия), департамент Верхний Рейн, округ Кольмар — Рибовилле, кантон Энсисем. До марта 2015 года коммуна административно входила в состав упразднённого кантона Нёф-Бризак (округ Кольмар).
Площадь коммуны — 10,04 км², население — 537 человек (2006) с тенденцией к росту: 601 человек (2012), плотность населения — 59,9 чел/км².

## Население
Численность населения коммуны в 2011 году составляла 608 человек, а в 2012 году — 601 человек.
| 1962 | 1968 | 1975 | 1982 | 1990 | 1999 | 2006 | 2008 | 2011 | 2012 |
| ---- | ---- | ---- | ---- | ---- | ---- | ---- | ---- | ---- | ---- |
| 263  | 261  | 343  | 346  | 345  | 406  | 537  | 574  | 608  | 601  |

Динамика населения:

## Экономика
В 2010 году из 410 человек трудоспособного возраста (от 15 до 64 лет) 317 были экономически активными, 93 — неактивными (показатель активности 77,3 %, в 1999 году — 74,2 %). Из 317 активных трудоспособных жителей работали 282 человека (154 мужчины и 128 женщин), 35 числились безработными (15 мужчин и 20 женщин). Среди 93 трудоспособных неактивных граждан 23 были учениками либо студентами, 28 — пенсионерами, а ещё 42 — были неактивны в силу других причин.
На протяжении 2011 года в коммуне числилось 232 облагаемых налогом домохозяйства, в которых проживало 605,5 человек. При этом медиана доходов составила 20820 евро на одного налогоплательщика.

## Достопримечательности (фотогалерея)

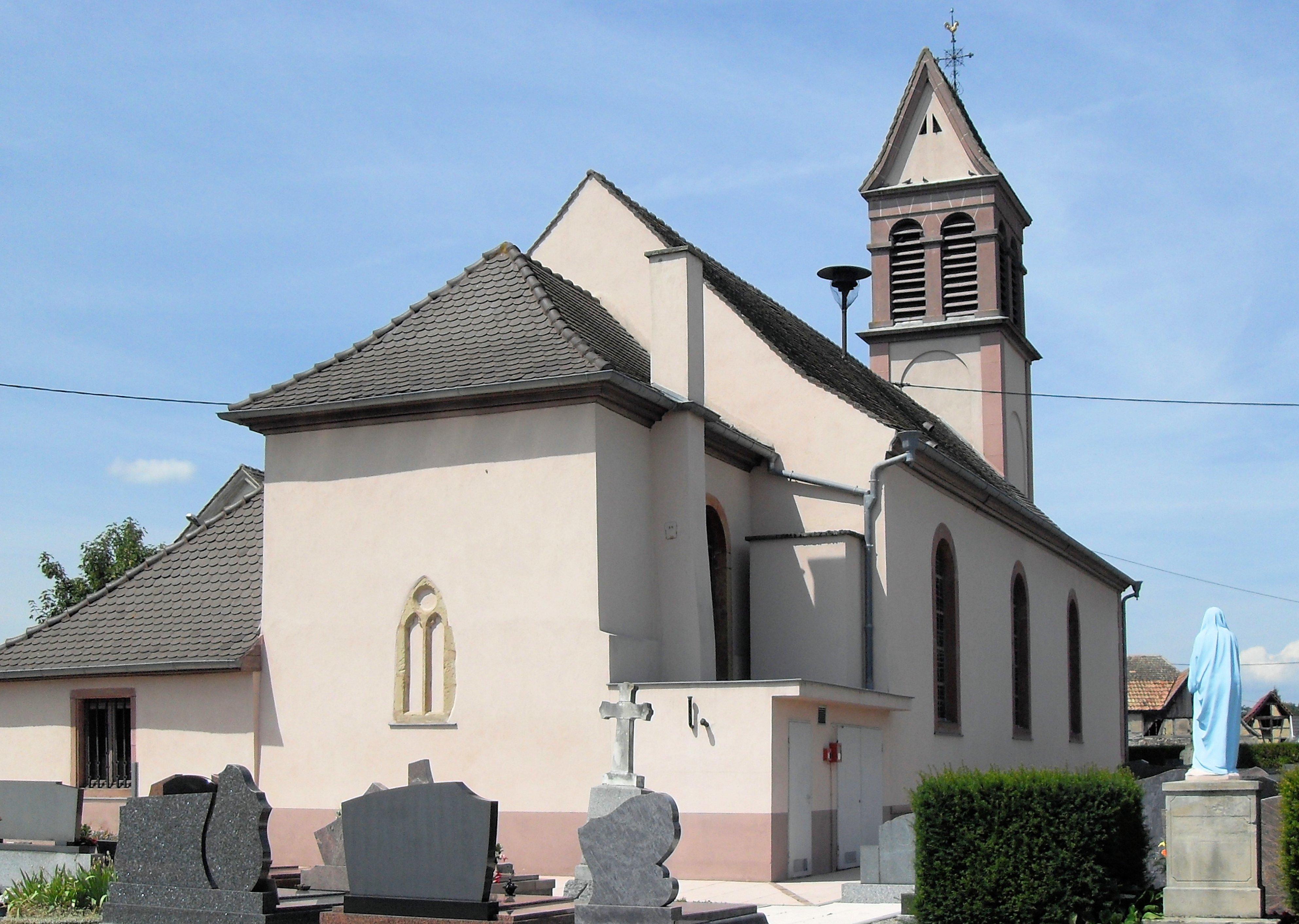
Церковь
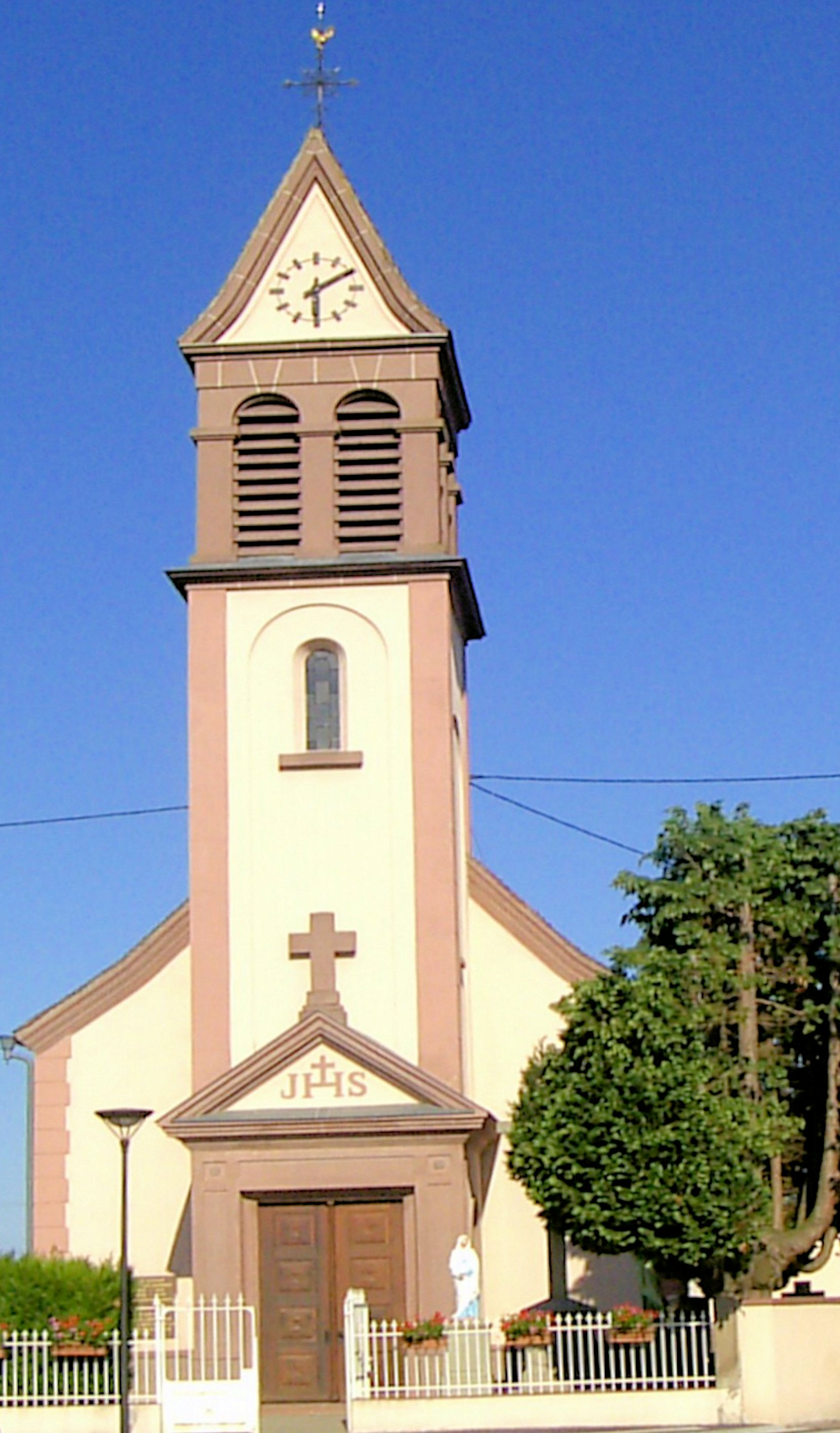
Колокольня